# МиГ-29К
МиГ-29К (по кодификации НАТО: Fulcrum-D) — советский/российский палубный многоцелевой истребитель четвёртого поколения, являющийся дальнейшим развитием МиГ-29.
Благодаря большим заказам на МИГ-29К со стороны правительства Индии, самолёт был модернизирован до уровня 4++, и по мнению западных экспертов МИГ-29К отвечает современным требованиям к палубной авиации, так как оборудован последней авионикой, включая инфракрасный пеленгатор целей, наведение ближних ракет «воздух-воздух» по повороту головы лётчика, имеет средства малозаметности, а главное — новую РЛС «Жук-МЭ», с помощью которой может на дистанции до 200 км находить цели и управлять наведением корректируемых вариантов бомб КАБ-500 и ракет средней дальности (110 км) РВВ-АЕ.
Миг-29К имеет меньшую дальность и грузоподъёмность, чем Су-33, но он более компактен по размерам, что позволяет увеличить число базируемых самолётов на авианосце «Адмирал Флота Советского Союза Кузнецов» до 36 единиц. МиГ-29К более глубоко модернизирован, чем Су-33 относительно исходных советских проектов Миг-29К и Су-33. В Миг-29К скорректирован планер для увеличения грузоподъёмности (в версии для Индии самолёт позволяет нести 5,5 тонн), также в Миг-29 применены элементы стелс-технологий: 20 % самолёта собраны из неметаллических композиционных материалов, для снижения видимости в инфракрасном диапазоне реализована технология «охлаждаемое крыло». Для увеличения дальности полёта на Миг-29К имеется аппаратура для дозаправки в воздухе.

## История создания

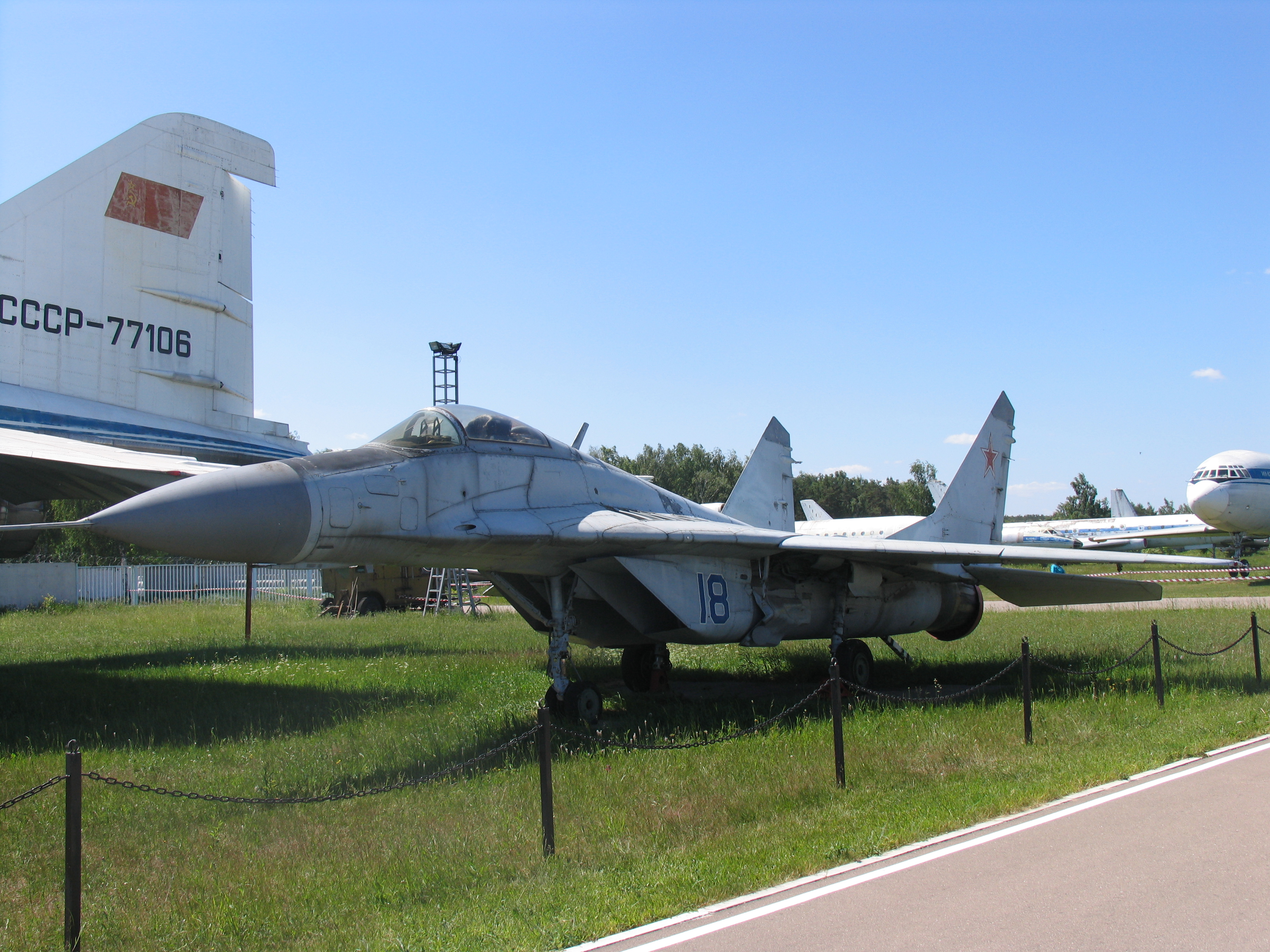
МиГ-29КВП.

МиГ-29К был разработан взамен проекта МиГ-23К, разрабатывавшегося в начале 70-х годов для комплектования смешанной группы корабельной авиации. В группу должны были входить: Су-24К, МиГ-23К, Ан-71, а также перспективный самолёт-торпедоносец. Однако в связи со смещением времени постройки полноценного авианесущего крейсера на более поздний срок, а также благодаря стараниям конструкторов, удалось убедить Министерство обороны в необходимости разработки проектов на основе будущих перспективных самолётов Су-27 и МиГ-29. В группе палубной авиации для 29-ки отводилась роль многофункциональной машины (аналогично американскому F/A-18): как штурмовика, так и самолёта завоевания превосходства в воздухе на небольших дистанциях, также предполагалось использовать истребитель в роли разведчика.
Разработка концепции самолёта началась с 1978 года, а непосредственное проектирование машины началось в 1984 году, однако к испытаниям на комплексе НИТКА от ОКБ МиГ приступили сперва на обычном МиГ-23, а потом на МиГ-29ЛЛ — летающая лаборатория (от обычного МиГ-29 он отличался отсутствием РЭО и усиленным шасси) и 21 августа 1982 г. лётчик-испытатель А. Г. Фастовец впервые выполнил взлёт с трамплина. Посадку на палубу авианесущего крейсера и первый взлёт с него МиГ-29К совершил 1 ноября 1989 года под управлением Токтара Аубакирова.
Однако проект МиГ-29К с начала 1990-х годов не мог рассчитывать на госзаказ, недоведённость изделия 9-31 на фоне готового к серийному производству Су-27К (будущего Су-33) в промежуточной (чисто истребительной) версии определили выбор основного заказчика. Этому же способствовал экономический кризис, государство не могло финансировать одновременно два проекта, поэтому проект МиГ-29К был закрыт. В дальнейшем ОКБ, имея заказ от ВМФ Индии на палубные истребители для авианосца Адмирал Горшков (после переоборудования получил имя Викрамадитья), разработало на основе наработок по изделию 9-31 новое семейство — одноместный МиГ-29К (изделие 9-41) и двухместный МиГ-29КУБ (изделие 9-47), унифицированные с сухопутным семейством МиГ-29М/МиГ-29М2.
Первый этап ГСИ был начат в августе 1991, на 2 МиГ-29К (изделие 9-31) в общей сложности провели 450 полётов, МО РФ дало разрешение на серийное производство, но из-за кризиса 90-х программа была заморожена.
В 1999 РСК МиГ возобновляет программу МиГ-29К, корпорация значительно усовершенствовала МиГ-29К.
Испытания МиГ-29К продолжаются с 2002 по 2006, по программе выполнено 700 полётов.
В 2004 году Индия заключила контракт на разработку и поставку 16 палубных истребителей (4 МиГ-29КУБ, 12 МиГ-29К). Контракт предусматривал опцион на 30 МиГ-29 со сроком поставок до 2015 года.
20 января 2007 года состоялся первый полёт МиГ-29КУБ (изделие 9-47).
19 марта 2008 года в подмосковных Луховицах состоялся первый полёт серийного МиГ-29КУБ (бортовой номер 113).
В 2010 году был подписан второй контракт на поставку ВМС Индии 29 МиГ-29К.
В 2012 году был заключён контракт на поставку ВМФ России 20 МиГ-29К и 4 МиГ-29КУБ к 2015 году.
В середине мая 2013 года состоялось официальное принятие истребителей МиГ-29К/КУБ на вооружение ВМС Индии,
В 2017 году самолёты МиГ-29К/КУБ приняли участие в военной операции в Сирии в рамках похода в Средиземное море тяжелого авианесущего крейсера «Адмирал Кузнецов».

## Описание

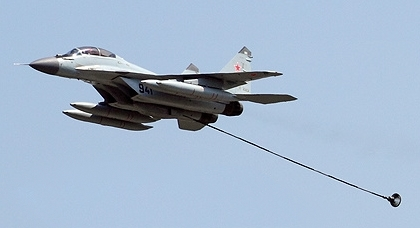
МиГ-29КУБ (9-41) с выпущенным шлангом ПАЗ-МК

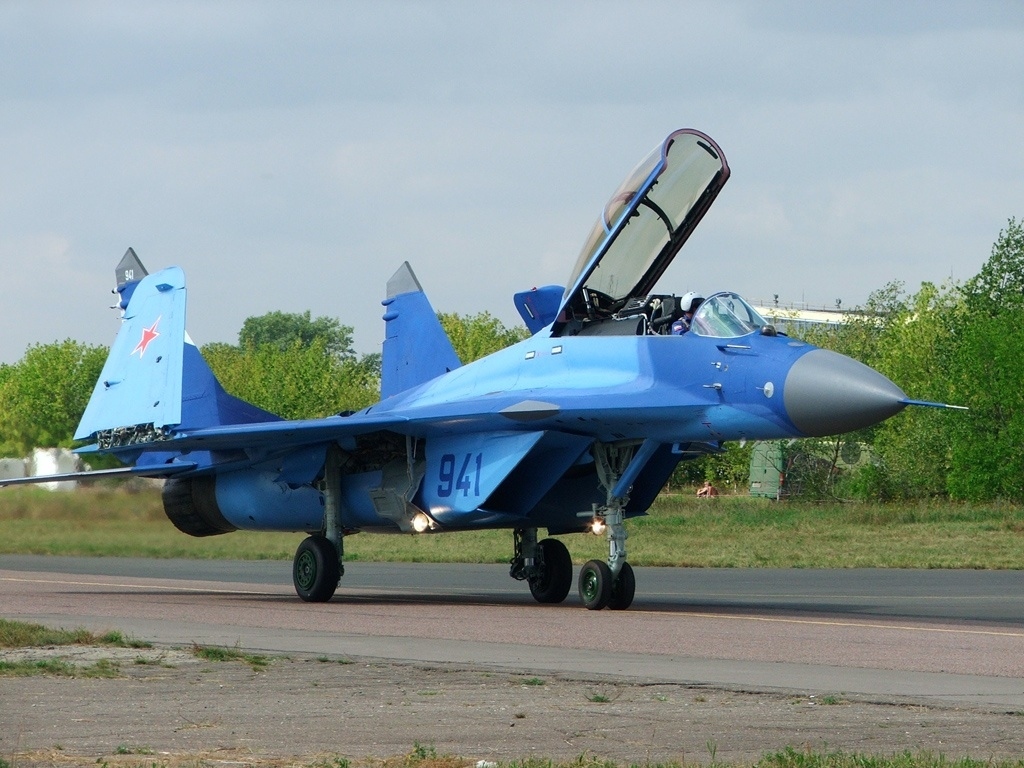

МиГи палубного базирования представляют собой многофункциональные всепогодные машины поколения «4+». В их задачу входит противовоздушная и противокорабельная оборона соединения кораблей, нанесение ударов по наземным объектам противника.
Перечень изменений, внесённых в палубную версию истребителя: улучшена антикоррозийная защита планера, усилены стойки шасси, а механизм передней стойки полностью перестроен под условия работы, усилен планер, доля композитных материалов доведена до 15 %, убран посадочный парашют, установлен гак (посадочный крюк), сделаны складывающимися крылья, улучшена механизация крыла для улучшения взлётно-посадочных характеристик, увеличен запас топлива, установлена система дозаправки в воздухе, увеличена масса вооружения, снижена заметность самолёта в радиолокационном диапазоне, на самолёте установлена многофункциональная многорежимная импульсно-доплеровская бортовая радиолокационная станция «Жук-МЭ», двигатели РД-33МК, новая ЭДСУ с четырёхкратным резервированием, БРЭО стандарта MIL-STD-1553B с открытой архитектурой.

МиГ-29К могут базироваться на авианесущих кораблях, способных принимать самолёты массой свыше 20 тонн, оборудованных взлётным трамплином и посадочным аэрофинишёром, а также на наземных аэродромах. Самолёты вооружены управляемыми ракетами РВВ-АЕ и Р-73Э для воздушного боя; противокорабельными ракетами Х-31А и Х-35; противорадиолокационными ракетами Х-31П и корректируемыми авиабомбами КАБ-500Кр для поражения наземных и надводных целей.

## Модификации
| Название модели   |
| ----------------- |
| МиГ-29К (9-31)    |
| МиГ-29К (9-41)    |
| МиГ-29КУБ (9-47)  |
| МиГ-29К (9-41Р)   |
| МиГ-29КУБ (9-47Р) |

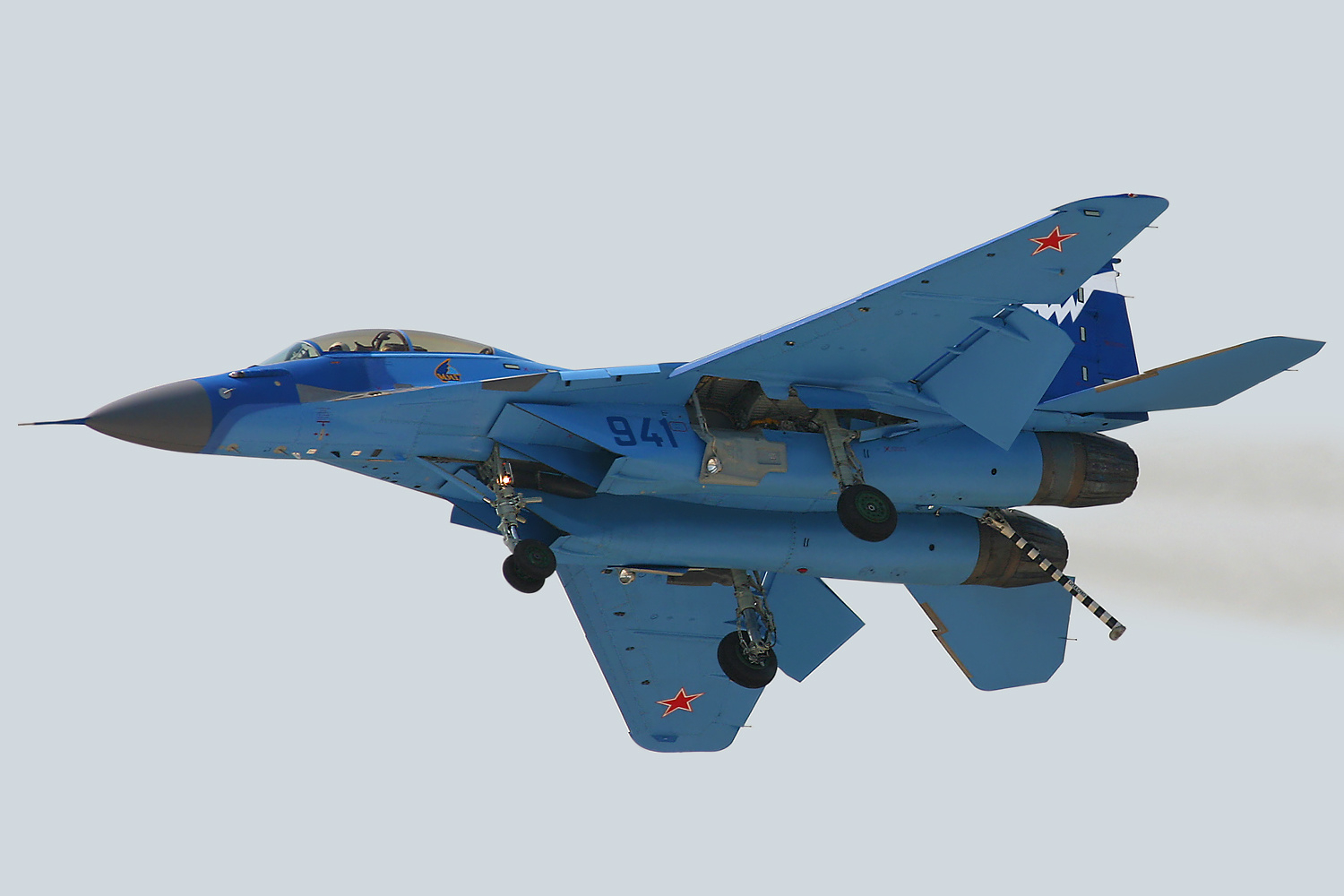
Одноместный МиГ-29К (изд. «9-41») во время показательного выступления на авиасалоне МАКС-2007. Хорошо виден опущенный тормозной гак.
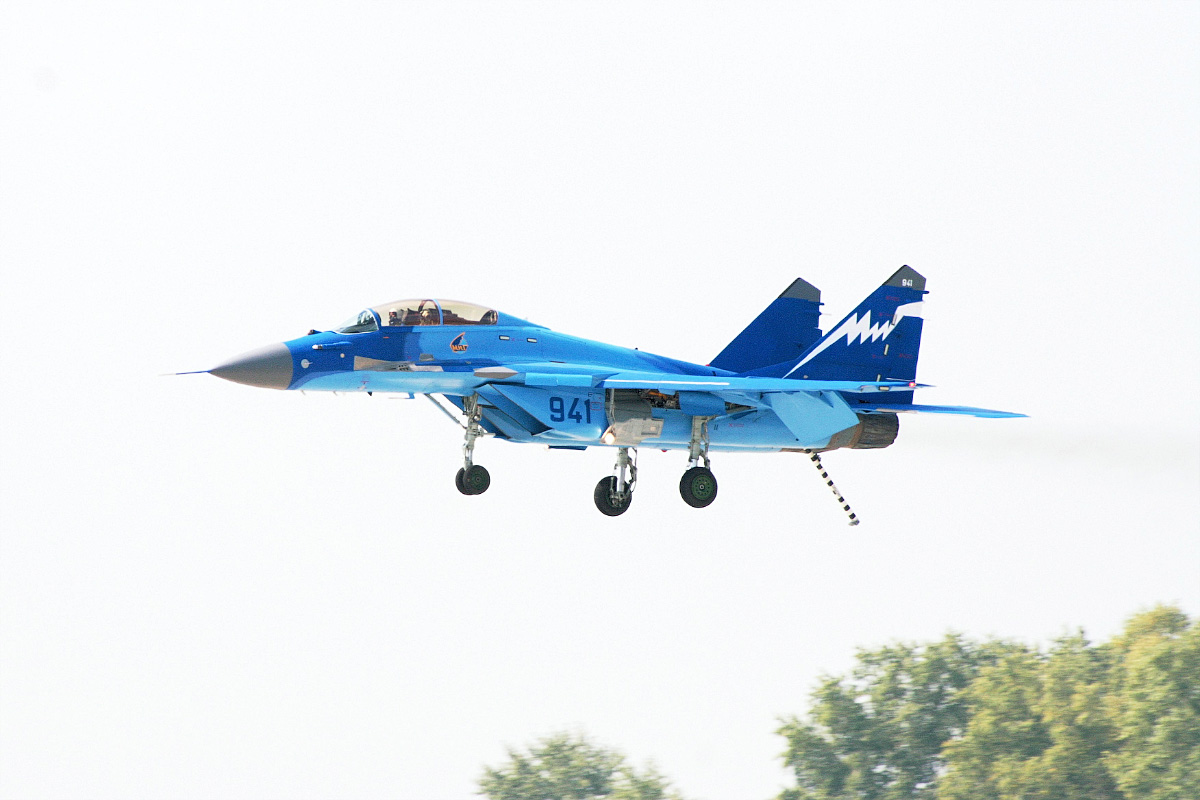
Другой ракурс МиГ-29К с опущенным гаком.
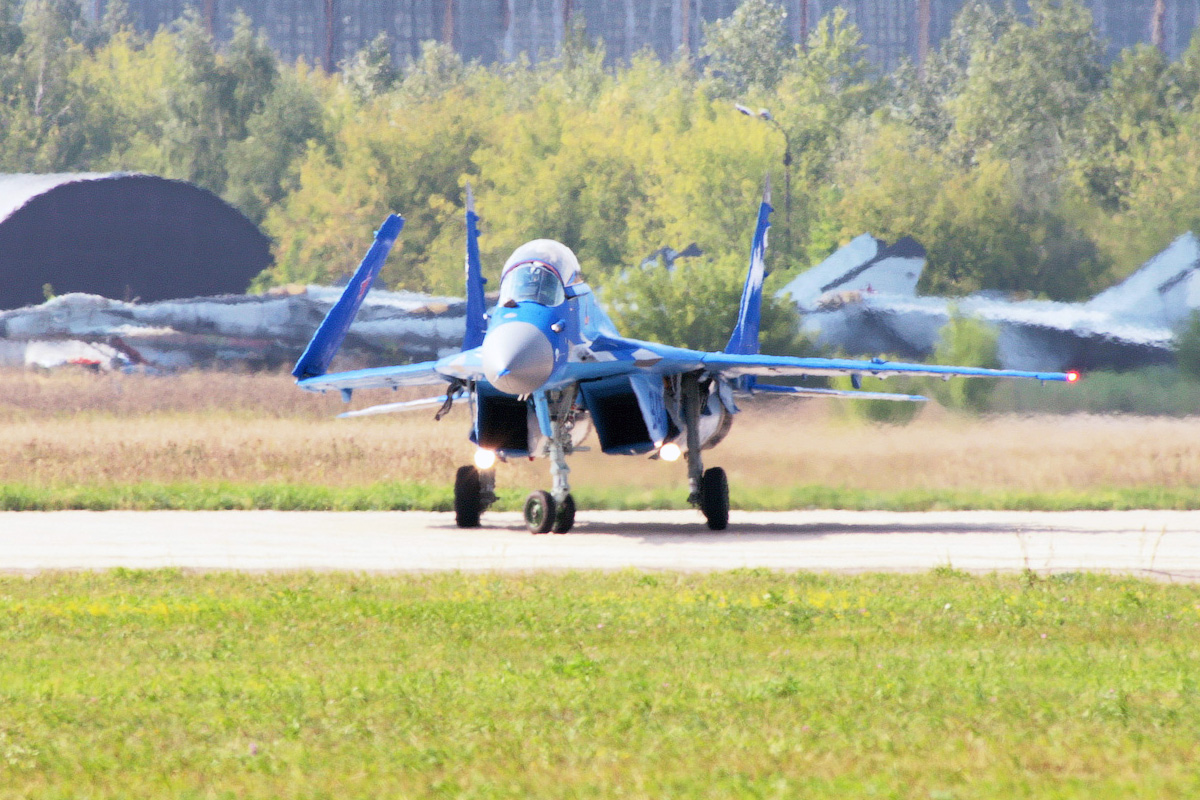
МиГ-29К «салютует» зрителям на авиасалоне МАКС-2007
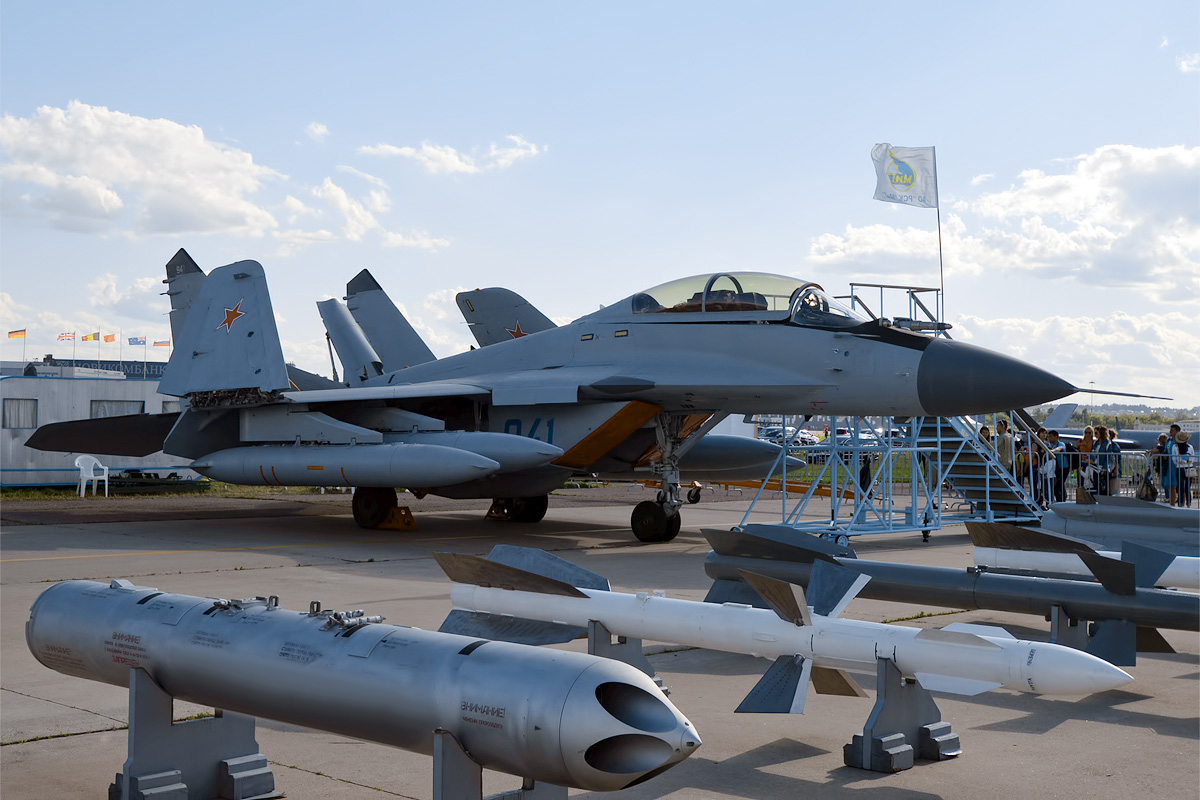
МиГ-29К на МАКС-2017

## Тактико-технические характеристики МиГ-29К 9-41

### Технические характеристики
- Экипаж: 1 человек (2 для МиГ-29КУБ)
- Длина: 17,37 м
- Размах крыла: 11,99 м
  - в сложенном положении: 7,40 м
- Площадь крыла: 45 м²
- Высота: 4.4 м
- Масса:
  - пустого: 12700 кг
  - нормальная взлётная: 18550 кг
  - максимальная взлётная: 24500 кг
- Масса топлива (при плотности керосина 0,8кг/л):
  - внутренний: 4750 кг
  - с 3*ПТБ: 8380 кг
  - с 5*ПТБ: 10230 кг
- Двигатель:
  - тип двигателя: турбореактивный двухконтурный с форсажной камерой
  - модель: «РД-33МК»
  - тяга:
    - максимальная: 2 × 5400 кгс
    - на режиме полный форсаж: 2 × 8800 кгс
    - на взлетном режиме: 2 × 9000 кгс

  - масса двигателя: 1055 кг

### Лётные характеристики
- Максимальная скорость:
  - на высоте: 2200 км/ч (М=2,1)
  - у земли: 1400 км/ч (М=1,17)
- Скороподъёмность: 18000 м/мин. (300 м/с)
- Практический потолок: 17500 м
- Боевой радиус:
  - Без ПТБ: 850 км
  - С 1 ПТБ: 1050 км
  - С 3 ПТБ: 1300 км
- Длина разбега: 110—195 м (с трамплином)
- Длина пробега: 90—150 м (с аэрофинишёром)
- Тяговооружённость:
  - при нормальной взлётной массе: 0,98[11]
  - при максимальной взлётной массе: 0,84
  - с 3000 л топлива (2300 кг) и 4*Р-77 : 1,20
- Нагрузка на крыло:
  - при нормальной взлётной массе: 412 кг/м²
  - при максимальной взлётной массе: 545 кг/м²
- Максимальная эксплуатационная перегрузка: +8.5 g[11]
- Перегоночная дальность:
  - на большой высоте:
    - без ПТБ: 2000 км
    - с 3 ПТБ: 3000 км
    - с 5 ПТБ: 4000 км
    - с 5 ПТБ и одной дозаправкой: 5500 км

### Вооружение
- Пушечное: 30-мм авиационная пушка ГШ-30-1, 150 снарядов
- Боевая нагрузка: 4500 кг (у варианта для Индии — «изделия 9-41 и 9-47» — 5500 кг[12])
- Точки подвески: 8 (9)

### Радар
РЛС Жук-МЭ
- Диапазон волн: X
- Дальность обнаружения воздушных целей:
  - на фоне неба/ земли в ППС: 130/120 км
  - на фоне неба/ земли в ЗПС: 50/40 км
- Дальность обнаружения наземных целей:
  - эсминец: 200 км
  - группа движущихся танков: 30 км
- Масса: 220 кг
- Наработка на отказ: 120 часов

## Контракты
МиГ-29К победил в конкурсе на комплектование авиакрыла индийского авианосца «Викрамадитья» и перспективного авианосца ВМС Индии.
20 января 2004 года Индия заключила контракт ценой в $730 млн на разработку и поставку 16 палубных истребителей (4 МиГ-29КУБ, 12 МиГ-29К). Контракт предусматривал опцион на 30 МиГ-29 со сроком поставок до 2015 года, который был реализован в октябре 2009 года. Поставки самолётов начались в 2009 году.
12 марта 2010 года был подписан второй контракт на поставку ВМС Индии 29 МиГ-29К на сумму 1,5 млрд дол. 23 самолёта были поставлены к концу 2015 года, остальные 6 должны быть поставлены в 2016 году.
В 2012 году был заключен контракт на поставку ВМФ России 20 МиГ-29К и 4 МиГ-29КУБ к 2015 году. Первые поставки по контракту должны быть начаты в 2013 году.

## Эксплуатация
Как ожидается, ресурс стоящих на вооружении ВМФ России Су-33 истечёт в 2015 году. В дальнейшем основу палубной истребительной авиации России, по планам Министерства обороны, составят самолёты МиГ-29К.

## На вооружении
- Россия — 100-й корабельный истребительный авиационный полк (второго формирования)[22] на аэродроме Североморск-3: 19 МиГ-29КР и 3 МиГ-29 КУБР, по состоянию на 2023 год[23]
- Индия — 42 МиГ-29К/КУБ, по состоянию на 2023 год[24]. Всего закуплено 45 самолётов, из них разбилось 5 по состоянию на 2022 год[25]. На 2020 год почти половина индийских МиГ-29К находилась в резерве[26].

## Критика проекта
В 2016 году индийская счётная палата подвергла МиГ-29К критике, в докладе отмечали проблемы с эксплуатацией двигателей, электродистанционной системой управления, а также отклонения в качестве планера. Как следствие, отмечалась низкая исправность парка МиГ-29К ВМС Индии, от 15.93 до 37,63 процента для Миг-29К и от 21,30 до 47,14 процента для МиГ-29КУБ. Из 65 двигателей РД-33МК, полученных от производителя, как минимум 40 были выведены из эксплуатации.

## Потери
- В июне 2011 в Астраханской области разбился МиГ-29КУБ (первый опытный экземпляр), летчики погибли[28].
- 4 декабря 2014 года разбился опытный экземпляр МиГ-29КУБ в Московской области[29][30]. Впоследствии один летчик скончался[31].
- 14 ноября 2016 года потерпел крушение МиГ-29К в Средиземном море во время захода на посадку на борт авианесущего крейсера «Адмирал Кузнецов». Летчик выжил[32].
- 26 ноября 2020 года во время учебного полёта над Аравийским морем потерпел катастрофу МиГ-29К ВМС Индии. Один пилот был спасён, второй погиб.[33]
- 12 октября 2022 года МиГ-29К ВМС Индии упал в море из-за технической неисправности, пилот катапультировался[34].

## В компьютерных играх
На МиГ-29К можно «полетать» в авиасимуляторе Flanker 2.5.